# Profronde van Friesland
De Profronde van Friesland (Fries: Profronde van Fryslân) was een eendaagse wielerwedstrijd die jaarlijks werd gehouden in de Nederlandse provincie Friesland.
De ronde werd van 2004 tot 2006 gereden onder de naam Noord Nederland Tour en van 2008 tot 2010 onder de naam Batavus Prorace. Vanaf 2005 stond de ronde op het programma van de UCI Europe Tour in de categorie 1.1. In 2011 werd de koers geannuleerd en in 2012 stond een herlancering van de koers gepland onder de naam Mooi Friesland maar deze werd om financiële redenen ook geannuleerd. De koers is daarna van de kalender verdwenen.

## Lijst van winnaars
* = Door de moeilijke laatste kilometers in de koers van 2004 hebben de organisatoren besloten om de leidende groep van 22 man te belonen met een gelijke classificatie.

### Meervoudige winnaars
| Overwinningen | Renner          | Land      | Jaren      |
| ------------- | --------------- | --------- | ---------- |
| 2             | Stefan van Dijk | Nederland | 2004, 2005 |

### Overwinningen per land
| Overwinningen | Land               |
| ------------- | ------------------ |
| 4             | Nederland          |
| 1             | België , Duitsland |